# Église Saint-Joseph de Villeneuve-la-Garenne
L'église Saint-Joseph est une église  de Villeneuve-la-Garenne, située au 5 Boulevard Charles de Gaulle, et affectée au culte catholique, et un monument des Hauts-de-Seine. Elle est placée sous le vocable de saint Joseph. En 1914 est érigée à Villeneuve-la-Garenne une chapelle qui deviendra l'église Saint-Joseph. Commencée le 4 octobre 1931, elle fut construite sur l'emplacement des établissements pharmaceutiques Pointet, dans le cadre de l'Œuvre des Chantiers du Cardinal, au milieu d'une zone découverte. Elle est consacrée le 20 novembre 1932 dans l'après-midi par Monseigneur Verdier.
Elle est restaurée en 1986 puis en 2015.

## Histoire

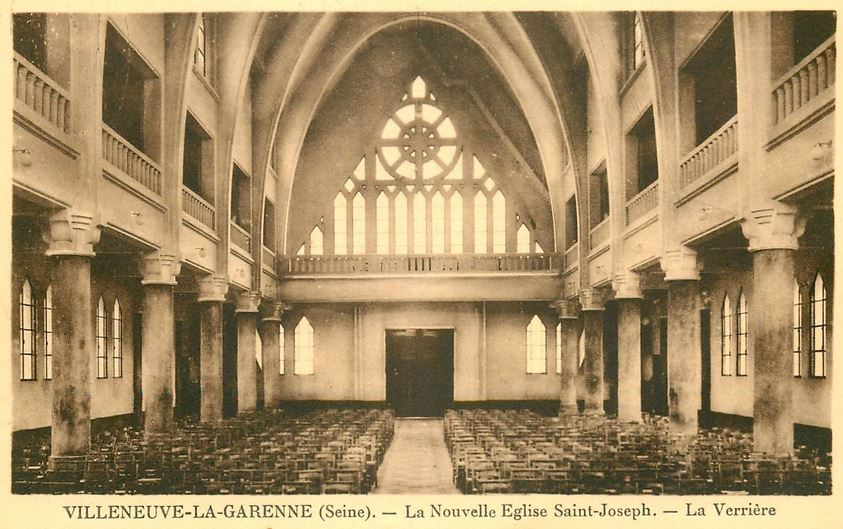
L'église Saint-Joseph en 1935.

Le cardinal Jean Verdier bénit la première pierre de l’actuelle église le 4 octobre 1931, en présence de nombreuses personnalités politiques et religieuses, dont le premier curé, l’abbé Oppenot. Le 20 novembre de l’année suivante, il consacra l’église. Enfin, le 2 avril 1933, il bénit la cloche Marie-Anne-Thérèse-Joséphine-Élisabeth. Le curé lui donne comme devise : « Appelle et chante ». Cette église est la première à être entièrement construite dans le cadre de l'Œuvre des Chantiers du Cardinal. La construction a été confiée à l’entreprise Borgel et dirigée par l’architecte Charles Venner.
En 1936, une statue de saint Joseph portant l’enfant Jésus est installée au-dessus de la porte principale. Réalisée par le sculpteur Georges Serraz connu pour de nombreuses réalisations religieuses comme la statue monumentale du Christ-Roi aux Houches (74). Elle est en pierre reconstituée, pèse trois tonnes et mesure quatre mètres cinquante de haut.  
En 1941, une commande de peintures murales est passée à Pierre Jérôme. Il devait porter sur la totalité de l’édifice mais seuls six panneaux furent finalement réalisés. Une partie du travail fut effectué par des étudiants des Beaux-Arts cachés dans les combles de la paroisse pour échapper au Service du Travail Obligatoire (STO). Depuis les travaux des années 1980, ces peintures ne sont visibles qu’aux journées du patrimoine. Elles représentent des épisodes de la vie de saint Joseph, avec parfois une part d’invention de l’auteur (Annonciation avec présence de saint Joseph comme observateur du silence, recouvrement de Jésus au Temple, Joseph servi par les anges, saint Joseph artisan entouré des différents corps de métier, adoration des mages, mariage de Marie et Joseph).
Dans les années 1950, le curé dota l’église d’un orgue à trois claviers, de l’École César Franck. Il fut inauguré le 16 février 1958. En 1986, sa réfection dépassant les ressources financières de la paroisse, il fut donné à la commune.
Au début des années 1980, l’église se détériore gravement. De nombreux travaux sont entrepris. Il est décidé de réaliser un fond plafond dans l’église afin de faciliter le chauffage. De plus, un narthex comprenant plusieurs salles et une chapelle de semaine est construit à l’entrée. Enfin, l’ancien chœur est transformé en salle paroissiale, petite cuisine et toilette. Les études sont menées par l’architecte M. Couriot en lien avec l’association diocésaine de Nanterre propriétaire de l’édifice. Un nouveau chœur est réalisé. Le nouvel autel et l’ambon repose sur les ferronneries de l’ancien banc de communion. Le 23 novembre 1986, Monseigneur François Favreau (évêque de Nanterre) inaugure les nouveaux locaux. Les sculptures du chœur sont réalisées en 2012, œuvre de Jean-Pierre Bonardot : le Christ ouvre les bras pour accueillir toutes les personnes d’origines et d’âges différents (symbolisés par les médaillons).
En 2015, de nouveaux vitraux sont réalisés afin de remplacer les vitres de plexiglas Ils suivent une progression des ténèbres près de l’entrée vers la lumière près de l’autel. Ils sont l’œuvre de Hervé Loire.
Enfin, l’arrivée sur la paroisse d’une famille artiste (Luna, Rodolphe et Robin Tournebize) à l’été 2023 a permis de continuer à embellir l’église. Ils ont restauré et repeint une statue de Notre-Dame de Lourdes (à droite du chœur), restauré le baptistère (à gauche du chœur), créé une crèche, mis en valeur le chemin de croix, restauré les sièges de présidence et acquisition puis restauration d’un confessionnal.

## Description
L'église est du plan longitudinal, orienté vers l'ouest, et composée d'une nef flanquée de deux collatéraux. Le chevet est présenté par une abside polygonale à cinq pans coupés. L'édifice est construit en parement de briques.
La statue en façade est l’œuvre du sculpteur Georges Serraz. Elle représente Saint Joseph portant l'Enfant Jésus.

## Paroisse
Le 2 avril 1930, l’archevêque de Paris, le cardinal Jean Verdier, actant de la création de la commune de Villeneuve-la-Garenne en 1929, de l’établissement de toutes les infrastructures nécessaires, décida la création de la paroisse Saint-Joseph sur le territoire de la commune de Villeneuve-la-Garenne. En 1966, la paroisse est rattachée au diocèse de Nanterre lors de sa création. 

## Pour approfondir